# هومبان نومنه دوم
هومبان نومِنَه دوم (به انگلیسی: Humban-numena) یا هومبان ایمنه (به انگلیسی: Humban-immena) یا هومبان ایمنی (به انگلیسی: Humban-immeni) یکی از شاهان ایرانی در دوره ایلام و از خاندان شوتروکی بود. 
نام این شاه تنها از روی نوشته‌های دو شاه ایلامی دیگر یعنی فرزندانش شوتروک نهونته دوم و شوتور نهونته یکم شناخته شده‌است. در این نوشته ها، نام هومبان نومنه دوم پس از نام‌های هوته لوتوش اینشوشینک و شیلهینه همرو لکمر آمده است که نشانگر آنست که وی پس از این دو شاه، فرمانروایی کرده‌است. 

## کتابشناسی
- قشقائی، حمیدرضا، گاهنمای ایلامیان، تهران، اوگان، 1390.
- قشقائی، حمیدرضا، ملاحظاتی در باره تاریخ ایلام نوین (سده نهم تا ششم پ.م)، 1387.
- Wouter Henkelman. Šutruk-Nahhunte I, II. M.P. Streck. Reallexikon der Assyriologie, 13 (5/6), De Gruyter, pp.369-372, 2012, Reallexikon der Assyriologie.